# Iugoslávia nos Jogos Olímpicos de Inverno de 1928
O Reino da Iugoslávia foi representado nos Jogos Olímpicos de Inverno de 1928 em St. Moritz, Suíça, com uma delegação de seis competidores.

## Esqui cross-country
Masculino
| Evento | Atleta         | Corrida | Corrida |
| Evento | Atleta         | Tempo   | Posição |
| ------ | -------------- | ------- | ------- |
| 18 km  | Boris Režek    | 2'28:44 | 42      |
| 18 km  | Janko Janša    | 2'19:54 | 40      |
| 18 km  | Petar Klofutar | 2'14:08 | 39      |
| 18 km  | Joško Janša    | 2'01:14 | 26      |
| 50 km  | Stane Bervar   | 6'46:48 | 30      |
| 50 km  | Janko Janša    | 6'34:59 | 29      |
| 50 km  | Stane Kmet     | 6'32:07 | 28      |
| 50 km  | Joško Janša    | 5'58:09 | 23      |